# Ambrogio Imperiale
Ambrogio Imperiale Lomellini (ur. 1649 w Genui, zm. 1729 tamże) – polityk genueński.
Przez okres od 4 października 1719 do 4 października 1721 roku Ambrogio Imperiale pełnił urząd doży Genui. Jego (i Marii Centurione) synem był kardynał Cosimo Imperiali (lub C. Imperiali) (1685-1764), urodzony 24 kwietnia 1685 roku w Genui.
Genueński ród Lomellini znany był w Republice jako właściciele dużej floty statków handlowych. W XVI i XVII wieku posiadał też nawet własne galeony wojenne.